# Колинда Грабар-Китарович
Колинда Грабар-Китарович (на хърватски: Kolinda Grabar-Kitarović; р. 29 април 1968 г.) е хърватски политик.
След победата ѝ на балотажа на 11 януари 2015 г. на хърватските президентски избори 2014 – 2015 г. срещу президента социалдемократ Иво Йосипович, президент на Хърватия от 19 февруари 2015 г. до 19 февруари 2020 г. (първата жена президент на страната).
От 2011 до 2014 г. Грабар-Китарович работи като помощник генерален секретар за публичната дипломация на НАТО, първата жена на този пост. Преди това заема длъжностите министър на европейските работи (2003 – 2005), министър на външните и европейските работи (2005 – 2008) в правителството на Иво Санадер, посланик на Хърватия в САЩ (2008 – 2011).
Членува в консервативната партия Хърватска демократична общност от 1993 г. и е сред 3-та хърватски членове на Тристранната комисия.